# Mon petit garçon
Mon petit garçon è un brano musicale scritto da Massimo Caso, Names, Yu Yu e Ferdy Sapio e registrato da Yu Yu come suo singolo di debutto. Il brano ebbe un buon successo in Italia, anche grazie al suo utilizzo in uno spot pubblicitario della Lancia Y, che vedeva protagonista la modella Eva Herzigová.

## Tracce
CD Single
1. Mon Petit Garçon (Radio Edit) - 3:38
2. Mon Petit Garçon (Club) - 4:59
3. Mon Petit Garçon (Alternative Mix) - 4:56

CD Single "Dance Remix"  New Music International NSCD 203
1. Mon Petit Garçon (On The Dancefloor Mix Extended) - 4:27
2. Mon Petit Garçon (On The Dancefloor Mix Radio) - 3:30
3. Mon Petit Garçon (Fashin Mix Etented) - 6:32
4. Mon Petit Garçon (Fashin Mix Edit) - 3:52

## Classifiche
| Classifica (2002) | Posizione massima |
| ----------------- | ----------------- |
| Italia            | 18                |